# رائد جاهد فهمي
رائد جاهد فهمي صالح من مواليد بغداد 1950 سياسي واقتصادي عراقي ووزير سابق للعلوم والتكنولوجيا في حكومة العراق من 2006 إلى 2010.

## سيرة شخصية
من أصل عربي ولد في بغداد. كان والده محاميًا موظفًا مدنيًا في وزارة الخارجية العراقية وتقلد مناصب في لبنان وسويسرا في أواخر الخمسينيات وأوائل الستينيات. أمضى معظم حياته في المنفى.متزوج ولديه أربعة أبناء.

## المؤهل العلمي
تخرج من كلية لندن للاقتصاد، وحصل على الماجستير في تخصص الاقتصاد من جامعة لندن1977 ودبلوم عالي من جامعة باريس السوربون1984.

## المهن والمناصب
عمل رائد جاهد فهمي صالح كباحث اقتصادي في دولة الكويت مع عدة جهات: جامعة الكويت ومؤسسة التأمينات الاجتماعية 1979-1980 وبنك الكويت الصناعي 1980-1983. وعمل محللًا ماليًا في شركة الكويت للاستثمارات الصناعية 1990.
مساعد باحث في مركز التنمية التابع لمنظمة التعاون الاقتصادي والتنمية 1985. قام بالتدريس وإلقاء المحاضرات في المؤسسات التعليمية والأكاديمية في فرنسا 1990-2005. كان ممثلًا للحزب الشيوعي العراقي في فرنسا. عمل محررًا لمجلة الثقافة الجديدة 1999- 2004.
شغل منصب وزير العلوم والتكنولوجيا في حكومة العراق من 2006- 2010. في أغسطس 2007 عُيّن رئيسًا للجنة تطبيع الوضع في كركوك. خاض حزب المقارنات الدولية الانتخابات التشريعية العراقية في مايو 2018 ضمن قائمة تحالف سائرون. تم انتخاب رائد فهمي عضوًا في مجلس النواب العراقي وتولى مهام منصبه في 3 سبتمبر 2018 وأصبح عضوًا في لجنة مراقبة تنفيذ البرنامج الحكومي والتخطيط الاستراتيجي.
أعلن استقالته من مجلس النواب العراقي في 27 أكتوبر 2019 وذلك تضامنًا مع حركة الاحتجاج الشعبي واحتجاجا على عدم تحرك السلطة التشريعية بشكل فعال لوقف استخدام الأمن للعنف ضد المتظاهرين. وغيرها من الجماعات المسلحة غير الرسمية. يشغل منصب سكرتير الحزب الشيوعي العراقي منذ 2016 حتى الآن.